# Illuminate... (The Hits and More)
Illuminate... (The Hits and More) es el cuarto álbum de estudio de la boy band 911. Es el primer lanzamiento desde The Greatest Hits and a Little Bit More en 2000, y el primer álbum en ser publicado digitalmente, sin acompañamiento de lanzamiento físico. Consta de siete éxitos regrabados y siete nuevas canciones, fue publicado mundialmente el 8 de septiembre de 2013. el mismo día del lanzamiento del único sencillo del álbum «2 Hearts 1 Love». El álbum debutó en el #162 en el UK Albums Chart.

## Lista de canciones
| Descarga digital |                                              |          |  |
| N.º              | Título                                       | Duración |  |
| 1.               | «Bodyshakin'» (Versión de 2013)              | 03:33    |  |
| 2.               | «Don't Make Me Wait» (Versión voz y piano)   | 04:08    |  |
| 3.               | «The Journey» (Versión orquesta)             | 04:30    |  |
| 4.               | «More Than a Woman» (Versión de 2013)        | 03:21    |  |
| 5.               | «The Day We Find Love» (Version voz y piano) | 03:15    |  |
| 6.               | «Love Sensation» (Versión de 2013)           | 03:45    |  |
| 7.               | «A Little Bit More» (Versión de 2013)        | 02:42    |  |
| 8.               | «2 Hearts 1 Love»                            | 03:33    |  |
| 9.               | «Diamonds»                                   | 04:01    |  |
| 10.              | «I Do»                                       | 03:27    |  |
| 11.              | «In Another Life»                            | 02:37    |  |
| 12.              | «Light Me Up»                                | 03:49    |  |
| 13.              | «Alive»                                      | 03:42    |  |
| 14.              | «Illuminate»                                 | 03:54    |  |

## Posicionamiento
| Listas (2013)   | Posición |
| --------------- | -------- |
| UK Albums Chart | 162      |